# Schweizer Cup (Fussball, Männer) 1943/44
Der 19. Schweizer Cup wurde vom 7. September 1943 bis zum 10. April 1944 ausgetragen. Sieger war der Verein FC Lausanne-Sport.

## Der Modus
Es wurde im K.-o.-System gespielt. Im Fall eines Gleichstandes zum Ende der Verlängerung wurde das Spiel auf dem Platz der Gastmannschaft wiederholt. Das Finalspiel fand in Bern statt.

## 3. Ausscheidungs-Runde
Ebenso nahmen in der 3. Ausscheidungs-Runde die Mannschaften der Nationalliga nicht teil.
| Datum             |                         | Ergebnis  |                         |
| ----------------- | ----------------------- | --------- | ----------------------- |
| 07.11.1943, 14:30 | FC Altstetten           | 0:1       | SC Zug                  |
|                   | Amical Abattoirs Genève | 0:5       | FC Fribourg             |
|                   | AC Bellinzona           | 4:0       | FC Locarno              |
|                   | FC Chiasso              | 3:0       | US Pro Daro Bellinzona  |
|                   | Concordia Yverdon       | 1:2       | CS International Genève |
|                   | Helvetia Bern           | 0:2       | FC Lerchenfeld          |
|                   | Kickers Luzern          | 3:1       | FC Adliswil             |
|                   | FC Langenthal           | 0:1       | FC Bern                 |
|                   | FC Laufen               | 1:3       | FC Birsfelden           |
|                   | FC Le Locle             | 0:3       | Urania Genève Sport     |
|                   | FC Montreux-Sports      | 3:2       | Racing-Club Lausanne    |
|                   | FC Rüti                 | 2:4 n. V. | SC Brühl St. Gallen     |
|                   | FC Solothurn            | 0:3       | FC Aarau                |
|                   | Stade Nyonnais          | 2:3       | Vevey-Sports            |
|                   | FC Winterthur           | 3:2       | FC Frauenfeld           |
|                   | SC Zofingen             | 4:7 n. V. | FC Gränichen            |
| 14.11.1943, 14:30 | SC Schöftland           | 0:2       | FC Moutier              |
| 12.12.1943, 14:30 | Nordstern Basel         | 1:0       | SC Kleinhüningen        |

## 1/16 Finals
In den 1/16-Finals spielten erstmals die Mannschaften der Nationalliga mit:
| Datum             |                         | Ergebnis  |                      |
| ----------------- | ----------------------- | --------- | -------------------- |
| 26.12.1943, 14:30 | FC Basel                | 4:1       | Nordstern Basel      |
|                   | AC Bellinzona           | 1:0       | FC Lugano            |
|                   | FC Bern                 | 1:4       | BSC Young Boys       |
|                   | SC Brühl St. Gallen     | 0:2       | FC St. Gallen        |
|                   | FC Fribourg             | 2:0       | FC Aarau             |
|                   | Grasshopper-Club Zürich | 4:0       | FC Birsfelden        |
|                   | FC Grenchen             | 6:1       | FC Gränichen         |
|                   | Kickers Luzern          | 1:4       | FC Chiasso           |
|                   | FC Lerchenfeld          | 0:2       | FC Biel-Bienne       |
|                   | FC Lausanne-Sport       | 2:0       | International Genève |
|                   | FC Luzern               | 1:0       | FC Winterthur        |
|                   | FC Montreux-Sports      | 1:5       | FC La Chaux-de-Fonds |
|                   | FC Moutier              | 1:3 n. V. | Young Fellows Zürich |
|                   | FC Zürich               | 2:0       | SC Zug               |
|                   | Cantonal Neuchâtel      | 1:1 n. V. | Vevey-Sports         |
|                   | Servette FC             | 1:1 n. V. | Urania Genève Sports |

### Wiederholungsspiel
| Datum             |                      | Ergebnis |                    |
| ----------------- | -------------------- | -------- | ------------------ |
| 02.01.1944, 14:30 | Vevey-Sports         | 2:0      | Cantonal Neuchâtel |
|                   | Urania Genève Sports | 0:3      | Servette FC        |

## Achtelfinals
| Datum             |                         | Ergebnis  |                      |
| ----------------- | ----------------------- | --------- | -------------------- |
| 06.01.1944, 14:30 | AC Bellinzona           | 3:1       | FC Chiasso           |
| 09.01.1944, 14:30 | FC Basel                | 6:2       | FC St. Gallen        |
|                   | FC Grenchen             | 1:0       | FC La Chaux-de-Fonds |
|                   | Servette FC             | 8:1       | FC Fribourg          |
|                   | Vevey-Sports            | 0:2       | FC Lausanne-Sport    |
|                   | Young Fellows Zürich    | 1:2       | FC Biel-Bienne       |
|                   | Grasshopper Club Zürich | 1:1 n. V. | FC Zürich            |
|                   | FC Luzern               | 1:1 n. V. | BSC Young Boys       |

### Wiederholungsspiele
| Datum             |                | Ergebnis |                         |
| ----------------- | -------------- | -------- | ----------------------- |
| 23.01.1944, 14:30 | BSC Young Boys | 3:0      | FC Luzern               |
|                   | FC Zürich      | 1:0      | Grasshopper Club Zürich |

## Viertelfinals
| Datum             |                   | Ergebnis  |                |
| ----------------- | ----------------- | --------- | -------------- |
| 28.02.1944, 14:30 | FC Basel          | 5:1       | BSC Young Boys |
|                   | FC Lausanne-Sport | 3:2       | Servette FC    |
|                   | FC Zürich         | 1:0       | AC Bellinzona  |
|                   | FC Biel-Bienne    | 1:1 n. V. | FC Grenchen    |

### Wiederholungsspiel
| Datum             |             | Ergebnis |                |
| ----------------- | ----------- | -------- | -------------- |
| 27.02.1944, 14:30 | FC Grenchen | 0:1      | FC Biel-Bienne |

## Halbfinals
| Datum             |                   | Ergebnis |           |
| ----------------- | ----------------- | -------- | --------- |
| 12.03.1944, 14:30 | FC Biel-Bienne    | 0:1      | FC Basel  |
|                   | FC Lausanne-Sport | 1:0      | FC Zürich |

## Finals
Das Finalspiel fand am 10. April 1944 im Stadion Wankdorf in Bern statt.
| Paarung           | FC Lausanne-Sport – FC Basel                                                                                              |
| Ergebnis          | 3:0 (0:0) |
| Datum             | 10. April 1944 um 15:00 Uhr                                                                                               |
| Stadion           | Stadion Wankdorf, Bern |
| Zuschauer         | 17.000 |
| Schiedsrichter    | Hans Wüthrich (Bern) |
| Tore              | 1:0 Monnard (85.) 2:0 Courtois (88.) 3:0 Monnard (90.)                                                                    |
| FC Lausanne-Sport | Hug, Maillard II, Stalder, Courtois, Eggimann, Mathis, Maillard I, Monnard, Sauvain, Bocquet, Aeby                        |
| FC Basel          | Bertsch, von Arx, Losa, Favre, Grauer, Weishhar, Vonthron, Müller, Ebner, Hufschmid, Kappenberger Cheftrainer: Willy Wolf |